# 성석 진밭 두레패
성석 진밭 두레패는 경기도 고양시 일산동구 성석동에 전승되고 있는 농악 두레패다. 2005년 7월 29일 고양시의 향토문화재 제42호로 지정되었다.

## 개요
전통마을에서 전승되고 있는 농악+두레패다. 진밭마을의 주민들로 이루어져 있으며 다양한 농사놀이 농요 등이 등장한다.